# Gibson Thunderbird
Thunderbird er en el-bas, som er lavet af firmaet Gibson. Bl.a. John Entwistle fra The Who, Gene Simmons fra Kiss, Nikki Sixx fra Mötley Crüe, Shavo Odadjian fra System of a Down og Wili Jønsson fra Gasolin' har anvendt Thunderbird-modellen.